# Mathieu Deplagne
Pour l’article homonyme, voir Dominique Deplagne.
Mathieu Deplagne, né le 1er octobre 1991 à Pau (Pyrénées-Atlantiques) est un footballeur français.
Il est le fils de Dominique Deplagne, ancien gardien de but du Montpellier HSC, devenu entraîneur des gardiens.

## Biographie

### Montpellier HSC
Mathieu Deplagne débute avec le club du Montpellier HSC en poussins. Évoluant au poste d'arrière droit, il intègre le centre de formation du club et évolue par la suite en CFA 2 avec l'équipe réserve.
Le 23 janvier 2012, en seizième de finale de la Coupe de France, il apparaît pour la première fois en équipe fanion en remplaçant Cyril Jeunechamp à la fin du match FC Tours - Montpellier HSC. Durant l'été 2012, il fait la préparation d'avant-saison avec le groupe professionnel et participe notamment à la tournée américaine du club montpelliérain. Il est titulaire pour la première fois le 31 octobre 2012, en Coupe de la Ligue, contre les Girondins de Bordeaux. Il est également titulaire à Londres en Ligue des champions le 21 novembre 2012 contre Arsenal.
Il inscrit son premier but chez les professionnels le 23 janvier 2013 lors de la rencontre de Coupe de France face au FC Sochaux-Montbéliard.
Après l'arrivée de Rolland Courbis au poste d'entraîneur en décembre 2013, il s'impose au poste d'arrière-droit titulaire dans la défense du club montpelliérain.

### ESTAC Troyes
Le 21 juin 2017, il signe pour trois ans à l'ESTAC Troyes, fraîchement promu en Ligue 1. Il joue 28 matchs comme titulaire en Ligue 1 lors de la saison 2017-2018 (31 matchs toutes compétitions confondues). Lors de la saison 2018-2019 à la suite de la descente en Ligue 2 de l'ESTAC il s'engage au mercato hivernal au FC Cincinnati club de Major League Soccer aux USA.

### FC Cincinnati
Le 18 décembre 2018, il signe dans le club américain du FC Cincinnati en Major League Soccer pour une durée de trois saisons. L'aboutissement d'un projet personnel pour ce grand fan de NBA, qui avait commencé à s'intéresser à la Major League Soccer en 2012, lorsqu'il s'était rendu à New York pour y disputer le Trophée des champions avec le club de Montpellier.
Il inscrit son premier but contre les Timbers de Portland, victoire (3-0) pour le compte de la troisième semaine d'activité. Cette victoire, à domicile, est la première de l'histoire du FC Cincinnati en MLS.

### San Antonio FC
Libre depuis novembre 2020, Deplagne s'engage en faveur du San Antonio FC, formation de USL Championship, le 8 avril 2021.